# American Journal of Clinical Pathology
Das American Journal of Clinical Pathology, abgekürzt Am. J. Clin. Pathol., ist eine wissenschaftliche Fachzeitschrift, die von der American Society for Clinical Pathology veröffentlicht wird. Sie erscheint mit 12 Ausgaben im Jahr. Es werden Arbeiten veröffentlicht, die sich mit klinischer und anatomischer Pathologie beschäftigen.
Der Impact Factor lag im Jahr 2014 bei 2,514. Nach der Statistik des ISI Web of Knowledge wird das Journal mit diesem Impact Factor in der Kategorie Pathologie an 26. Stelle von 75 Zeitschriften geführt.